# GPR87
GPR87, G protein-spregnuti receptor 87, je protein koji je kod čoveka kodiran GPR87 genom.
G protein spregnuti receptori učestvuju u ćelijskoj komunikaciji. Za njih je karakteristično da imaju ekstracelularni  terminus, sedam transmembranskih regiona, i intracelularni  terminus.

## Literatura
1. ↑  Wittenberger T, Schaller HC, Hellebrand S (2001). „An expressed sequence tag (EST) data mining strategy succeeding in the discovery of new G-protein coupled receptors”. J Mol Biol. 307 (3): 799—813. PMID 11273702. doi:10.1006/jmbi.2001.4520.
2. 1 2  „Entrez Gene: GPR87 G protein-coupled receptor 87”.

## Dodatna literatura
- Lee DK; Nguyen T; Lynch KR;  . (2001). „Discovery and mapping of ten novel G protein-coupled receptor genes.”. Gene. 275 (1): 83—91. PMID 11574155. doi:10.1016/S0378-1119(01)00651-5.
- Strausberg RL; Feingold EA; Grouse LH;  . (2003). „Generation and initial analysis of more than 15,000 full-length human and mouse cDNA sequences.”. Proc. Natl. Acad. Sci. U.S.A. 99 (26): 16899—903. PMC 139241 . PMID 12477932. doi:10.1073/pnas.242603899.
- Ota T; Suzuki Y; Nishikawa T;  . (2004). „Complete sequencing and characterization of 21,243 full-length human cDNAs.”. Nat. Genet. 36 (1): 40—5. PMID 14702039. doi:10.1038/ng1285.
- Gerhard DS; Wagner L; Feingold EA;  . (2004). „The status, quality, and expansion of the NIH full-length cDNA project: the Mammalian Gene Collection (MGC).”. Genome Res. 14 (10B): 2121—7. PMC 528928 . PMID 15489334. doi:10.1101/gr.2596504.